# Shinichi Shinohara
Shinichi Shinohara (n. 23 ianuarie 1973, Hiranai⁠(d), Prefectura Aomori, Japonia) este un judocan ce a reprezentat Japonia, medaliat olimpic. A participat la o ediție a Jocurilor Olimpice (2000) în care a câștigat o medalie de argint.